# Complesso San Leonardo
Il complesso San Leonardo è situato nell'omonima località del comune di Massa.

## Storia
Nel 1960 Edoardo Detti riceve dall'INA-Casa l'incarico di progettare l'insediamento di un complesso residenziale, vero e proprio villaggio, studiandone in particolar modo l'impianto urbanistico; in un secondo momento il contributo di Detti viene limitato alla progettazione di due soli dei nuclei ipotizzati.
A partire dal 1964 l'area viene inserita nel piano per l'edilizia economica e popolare dove è riproposta sostanzialmente la stessa conformazione urbanistica originaria riducendo però l'insediamento a 574 abitanti e 110 appartamenti, con l'eliminazione di due edifici e l'estensione dell'area per un asilo in margine al Frigido. La costruzione viene avviata nello stesso anno e conclusa alla fine del 1965.

## Descrizione
L'area è situata in un sito di notevole valore paesaggistico abbracciato a nord dall'arco delle alpi Apuane, in posizione periferica rispetto all'abitato di Massa, ed è ubicata fra il fiume Frigido e la via "vecchia" della Marina, in prossimità della quale è situata la romanica pieve di san Leonardo. Tali valori sono tuttavia in parte compromessi dalla prossimità del raccordo autostradale e dallo scarso valore architettonico degli edifici circostanti.

### Esterno
Il villaggio si compone di una serie di edifici accomunati per linguaggio architettonico e numero di piani distribuiti lungo due assi stradali convergenti verso il fiume ed una sorta di piazza con fronte concavo; il tessuto connettivo è costituito da aree a verde pubblico e da piccoli orti definiti da bassi muretti in blocchi di pietra.
I due edifici progettati da Detti, il primo posto sul fronte orientale della via principale di accesso al villaggio ed il secondo a definire il fronte settentrionale della piazza concava, sono caratterizzati da una planimetria e volumetria compatte, sviluppate su tre piani fuori terra. Mentre l'impianto planimetrico si differenzia (longitudinale per il primo, a due assi convergenti per il secondo), il linguaggio è il medesimo: ad un piano terra a piloti (evidente richiamo alle grammatiche lecorbuseriane) dove sono ricavati i parcheggi per le auto, le cantine e gli accessi alle singole unità abitative, si sovrappongono due piani caratterizzati dalla cortina muraria in cemento faccia vista, scandita unicamente dal ritmo delle aperture (finestre e balconi loggia) e dal ricorso verticale della partitura in laterizio corrispondente al corpo scala, risaltante su ambedue i fronti; lo sviluppo longitudinale dei due volumi è scandito orizzontalmente dalla fascia in ombra del portico basamentale e da quella, lievemente aggettante, del parapetto della copertura. Il percorso pubblico al piano terra è pavimentato a lastre di cemento e è delimitato da bassi muretti in pietra.

### Interno
All'interno, ciascun vano scale serve due appartamenti per piano, a 4 e 5 vani, caratterizzati dalla divisione in zona notte e zona giorno.
Non si può non rilevare il precario stato di manutenzione non solo degli immobili ma anche degli spazi collettivi: se i singoli inquilini hanno infatti operato alcuni interventi disomogenei quali la tinteggiatura di alcune porzioni di facciata o la chiusura (con materiali e con partiture diverse) dei balconi, gli spazi concepiti come verde condominiale sono oggi ridotti in stato di completo abbandono.

## Fortuna critica
I giudizi critici sull'intervento sono piuttosto scarsi: in generale ne viene comunque apprezzato l'impianto urbanistico mentre si fa raramente riferimento al livello delle architetture (per la verità piuttosto scarso); se Giorgieri (1989) nota la particolare cura posta nella disposizione delle costruzioni che individuano un asse visivo verso il fiume e una piazza centrale di forma irregolare, la Zoppi (1986, p. 43) evidenza il ruolo di quinta muraria del fronte degli edifici che "si spezzano in merlature (sic!) e fornici profondamente scavati anche al piano terra dove le parti passanti sono contenute in termini spaziali tali da risultare particolari luoghi di sosta e di incontro".